# Giornate del cinema muto
Le Giornate del cinema muto di Pordenone (titolo internazionale: Pordenone Silent Film Festival) rappresentano una delle più importanti manifestazioni cinematografiche mondiali dedicate alla riscoperta ed allo studio del cinema muto e al cinema delle origini. Sono organizzate dalla Cineteca del Friuli e si svolgono a Pordenone, nel mese di ottobre, dal 1982. Negli otto giorni di rassegna intervengono al festival vari storici del cinema, corrispondenti delle riviste specializzate ed esperti di restauro del cinema muto che giungono in Friuli da varie parti del mondo. Il livello internazionale delle Giornate è stato riconosciuto dalla rivista Variety, che nel settembre 2007 le ha inserite fra i 50 festival cinematografici più significativi.
Le "Giornate del cinema muto" sono un'associazione no-profit presieduta da Livio Jacob. Il direttore artistico è stato dal 1997 al 2015 David Robinson, dal 2016 è il critico cinematografico Jay Weissberg. Gli altri componenti del consiglio direttivo sono Paolo Cherchi Usai, Lorenzo Codelli, Piero Colussi, Luciano De Giusti, Carlo Montanaro, Piera Patat.
Una peculiarità delle Giornate del cinema muto, oltre alla rarità dei film proposti, provenienti da archivi cinematografici e collezioni private, è quella delle proiezioni accompagnate da esecuzioni musicali dal vivo.

## Storia
La prima retrospettiva, sul comico francese Max Linder, fu organizzata come un vero e proprio omaggio d'amore, con un budget poverissimo e un pubblico di pochi esperti. Oggi, parecchie centinaia di studiosi, archivisti, collezionisti, giornalisti, studenti e appassionati, arrivano in Friuli ogni anno ad ottobre per una settimana di maratona cinematografica.
Dal 1985 al 1998 le Giornate si sono svolte al cinema Verdi di Pordenone, una sala risalente all'era gloriosa del cinema italiano del dopoguerra. A seguito della decisione delle autorità locali di demolirla, nel 1999 le Giornate si sono spostate allo Zancanaro di Sacile (a 15 km da Pordenone), un teatro che ha ospitato proiezioni fin dal 1911 e che, dietro la storica facciata, è dotato di una sala moderna e ben equipaggiata.
Nell'ottobre 2007 il festival è tornato a Pordenone e nel nuovo Teatro Verdi. Da quando esistono, le Giornate si sono occupate di ogni aspetto della storia del cinema muto, dalle classiche produzioni hollywoodiane ai cartoni animati, dall'avanguardia europea alla cinematografia di paesi in via di sviluppo, e spesso si sono avventurate in territori inesplorati. “Queste riscoperte”, come scrivono Kristin Thompson e David Bordwell in Film History: An Introduction, “hanno rivoluzionato lo studio del cinema muto... Le Giornate hanno aiutato a capire meglio quanto siano importanti la conservazione e la disponibilità dei film prodotti nei primi anni per la nostra conoscenza della storia del cinema.”
Uno degli obiettivi della manifestazione è sempre stato quello di stimolare il lavoro di recupero e salvaguardia del patrimonio cinematografico delle cineteche, che è il compito vitale a cui queste sono chiamate. Grazie alla numerosa presenza di esperti del settore, per i quali il festival rappresenta un punto d'incontro e un'occasione per discutere e scambiarsi informazioni, film perduti sono stati ritrovati, film senza titolo sono stati identificati e importanti progetti di restauro sono stati avviati.

## Accompagnamenti musicali
Oltre alla qualità delle proiezioni, punto d'onore delle Giornate sono gli accompagnamenti musicali. Durante tutto il festival, un gruppo di pianisti, tra i più quotati specialisti a livello mondiale, suona, improvvisando, musiche originali o contemporanee, e negli eventi speciali si esibiscono gruppi musicali o intere orchestre. Le lezioni di accompagnamento ai film tenute quotidianamente dai musicisti delle Giornate rappresentano un'ulteriore testimonianza dell'importanza che il festival attribuisce alla musica.

## Contenuti e iniziative del festival

### Premio Jean Mitry
Nel corso delle varie edizioni del Giornate viene consegnato il premio Jean Mitry a personalità e istituzioni, per il loro contributo alla conservazione, allo studio e alla diffusione del cinema muto.
Dal 1989 è dedicato alla memoria di Jean Mitry, primo presidente onorario delle Giornate.
- 1986: Kevin Brownlow & David Gill
- 1987: Harold Brown & William K. Everson
- 1988: Raymond Borde & George C. Pratt
- 1989: Eileen Bowser & Maria Adriana Prolo
- 1990: Enno Patalas & Jerzy Toeplitz
- 1991: Richard Koszarski & Nederlands Filmmuseum
- 1992: Aldo Bernardini & Vittorio Martinelli
- 1993: Jonathan Dennis & David Shepard
- 1994: David Francis & Naum Klejman
- 1995: Robert Gitt & Einar Lauritzen
- 1996: L'immagine ritrovata & Charles Musser
- 1997: John and William Barnes & Lobster Films
- 1998: Tatjana Derevjanko & Ib Monty
- 1999: Gösta Werner & ARTE
- 2000: Gian Piero Brunetta & Rachael Low
- 2001: Pearl Bowser & Martin Sopocy
- 2002: Hiroshi Komatsu & Donata Pesenti Campagnoni
- 2003: Elaine Burrows & Renée Lichtig
- 2004: Marguerite Engberg & Tom Gunning
- 2005: Henri Bousquet & Yuri Tsivian
- 2006: Roland Cosandey & Laurent Mannoni
- 2007: John Canemaker & Madeline Fitzgerald Matz
- 2008: Laura Minici Zotti & AFRHC
- 2009: Maud Linder & Les Amis de Georges Méliès
- 2010: André Gaudreault & Riccardo Redi
- 2011: National Film Preservation Foundation & The New Zealand Film Archive
- 2012: Pierre Étaix & Virgilio Tosi
- 2013: Aurelio de los Reyes & National Film and Sound Archive of Australia
- 2014: Susan E. Dalton [in memoriam] & Paul Spehr
- 2015: Lenny Borger & Adrienne Mancia
- 2016: Hisashi Okajima & Vladimir Opela
- 2017: Richard Abel & John Libbey
- 2018: Camille Blot-Wellens & Russel Merritt
- 2019: Donald Crafton & Margaret Parsons
- 2020: Vera Gyürey & J.B. Kaufman
- 2021: Kae Ishihara & Ronald Grant and Martin Humphries
- 2022: Stella Dagna & Eva Orbanz
- 2023:Natalia Noussinova & Heide Schlüpmann
- 2024: Bryony Dixon & Mark-Paul Meyer

### Collegium
Un'altra iniziativa che ormai è parte integrante del festival è il Collegium: “dialoghi” quotidiani in cui i giovani partecipanti siedono accanto e discutono informalmente con specialisti, storici, ricercatori di fama e responsabili di cineteche su temi legati al programma o alla conservazione cinematografica.
La fama delle Giornate è legata anche alle pubblicazioni: libri, cataloghi e brochure, molti dei quali sono considerati lavori di riferimento importanti nel campo del cinema muto. Dal 1996 le Giornate del cinema muto ospitano anche la FilmFair, fiera del libro e del collezionismo cinematografico.